# Залізне небо
«Залізне небо» (англ. Iron Sky) — іронічний художній фільм у жанрі альтернативної фантастики німецько-фінського виробництва. Прем'єра фільму відбулася на Берлінському кінофестивалі 11 лютого 2012 року.

## Сюжет
У 2018 році США відправляють експедицію на Місяць. Несподівано на астронавтів нападають невідомі особи в масках і знищують посадковий модуль. Єдиного вцілілого — темношкірого Джеймса Вашингтона, невідомий захоплює і доставляє на базу, куди в 1945 році втекли німецькі нацисти. Джеймс тікає та випадково потрапляє до повітряного шлюзу разом з учителькою Ренатою Ріхтер. Їх витягає офіцер Клаус Адлер, що виявляє в астронавта смартфон. Доктор Ріхтер задумує використати обчислювальні потужності смартфона для керування «зброєю відплати» — велетенським космічним крейсером «Загибель богів».
Президент США збентежена зникненням астронавтів, яких хотіла використати з метою пропаганди перед виборами. На засіданні ООН припускають, що справжньою метою експедиції був видобуток гелію-3. Вівіан Вагнер, піар-директор президента США, сварить дизайнерів за невдалі передвиборчі плакати.
Адлер залицяється до Ріхтер і прагне прославитись, завоювавши Землю. Він викликається добровольцем у політ на Землю, щоб захопити ще смартфони. Доктор Ріхтер випробовує на Вашингтоні сироватку, що робить того білим. Фюрер Вольфганг Котцфліж дозволяє політ і Адлер відлітає разом з Вашингтоном і загоном солдатів на летючій тарілці.
Коли тарілка сідає на фермі в США, виявляється, що на борт також пробралась Рената. Прибульці вирушають на пошуки президента. Вашингтон допомагає викрасти авто і згодом вони викрадають на вулиці Вівіан Вагнер. Адлер і Рената кидають Вашингтона напризволяще. Вони пропонують Вівіан свою допомогу в передвиборчій кампанії, щоб поширити в суспільстві нацистські настрої.
Використовуючи нацистські промови та плакати, президент стає популярною. Тим часом Вашингтон став волоцюгою і марно намагається розповісти про загрозу із Місяця. Рената зустрічає його на вулиці і вони сваряться. Рената переконана, що нацисти несуть єднання і любов. Адлер натомість чекає моменту коли дати сигнал до початку вторгнення.
Згодом на Землю прилітає Котцфліж, підозрюючи, що Адлер хоче повалити його владу. Адлер і Вівіан вбивають його, Адлер проголошує себе фюрером, краде планшет Вівіан і тікає на Місяць. Незабаром місячні нацисти спрямовують на міста метеорити з використанням космічних цепелінів. ВВС США з деяким дають відсіч нацистам, а сама президент сприймає напад як нагоду укріпити свою владу. Рената і Джеймс, захопивши літаючу тарілку, тікають з Вашингтона.
На виступі в ООН президент США розповідає про місячних нацистів. Вона оголошує, що в США є дослідницький космічний корабель «Джордж Буш», який, однак, виявляється бойовим. З його допомогою США атакує цепеліни нацистів, але пошкоджується в бою. Несподівано прилітають бойові космічні кораблі всіх інших націй (крім Фінляндії, що єдина не порушила міжнародних угод про розміщення зброї в космосі). Усі вони виправдовуються тим, що США не виконує своїх обіцянок. Флот нацистів зазнає нищівної поразки і земляни летять знищити й місячну базу.
Адлер використовує викрадений планшет, щоб запустити в космос «Загибель богів». Рената і Вашингтон проникають на його борт, аби завадити нацистам. Поки Вашингтон виводить з ладу двигуни, Рената відволікає екіпаж, ввімкнувши гімн. Побачивши, що двигуни не працюють, Адлер вирішує вистрілити по Землі. Та горизонт затуляє планету і Адлер наказує вистрілити по Місяцю, щоб вийти на лінію вогню. Вашингтон відключає планшет Вівіан і виводить з ладу системи управління кораблем, а Рената вбиває Адлера каблуком. До того як «Загибель богів» вибухає, Вашингтон і Рената встигають втекти в рятувальних капсулах.
В ООН святкують перемогу, але президент США оголошує, що тепер запаси гелію-3, зібрані нацистами, належать США. Це спричиняє бійку між представниками ООН. Джеймс і Рената дістаються до зруйнованої місячної бази, де зустрічають вцілілих. Рената обіцяє, що всі вони потраплять на Землю, але з миром. Вашингтон знаходить сироватку, що повертає йому темний колір шкіри і цілується з Ренатою на подив уцілілих.
Між державами спалахує війна, що продовжується космічним боєм. По всій Землі спалахують атомні вибухи, а над Марсом пролітає супутник.

## У ролях
- Джулія Дітце — Рената Ріхтер
- Крістофер Кірбі — Джеймс Вашингтон
- Ґетц Отто — Клаус Адлер
- Тіло Прюкнер — доктор Ріхтер
- Пета Сержант — Вівіан Вагнер
- Удо Кір — Вольфган Котцфліж
- Стефані Поль — президент Сполучених Штатів (пародія на Сару Пейлін)

## Виробництво
Режисером фільму виступає фін Тімо Вуоренсола, який до цього вже зняв успішний фільм-пародію «Star Wreck: In the Pirkinning», в якому використав елементи популярних фантастичних серіалів «Вавилон-5» та «Зоряний шлях».
Про наміри зняти фільм його команда заявила у 2006 році на Каннському кінофестивалі, але процес зйомок затягувався. Можлива причина цьому — неповне фінансування.
У 2008 році було попередньо узгоджено перелік акторів, що зіграють головні ролі у стрічці та заявлено, що словенська авангардна група Laibach стане автором саундтреку для фільму.
Зйомки фільму було розпочато у жовтні 2010 році, вони тривали 37 днів. Світова прем'єра стрічки відбулася на Берлінському кінофестивалі 11 лютого 2012 року. В Україні фільм вийшов 19 липня 2012 року.